# Zygosepalum angustilabium
Zygosepalum angustilabium là một loài thực vật có hoa trong họ Lan. Loài này được (C.Schweinf.) Garay miêu tả khoa học đầu tiên năm 1973.